# Визек (река)
Ви́зек (нем. Wieseck) — река в Германии, протекает по гессенскому району Гисен на западе центральной части страны. Левый приток среднего течения реки Лан в бассейне Рейна.
Площадь бассейна реки составляет 119,62 км², общая её длина — 24,3 км.

## Течение
Визек начинается на высоте около 295 м над уровнем моря в полях между Гёбельнродом и Бельтерсхайном к северо-западу от города Грюнберг. Течёт в основном на запад через административные территории Грюнберга, Райскирхена, Бузека и Гисена. На территории одноимённого района Гисена в 5 км от устья на правом берегу реки действует пункт мониторинга уровня воды. Устье Визека находится в 142,5 км по левому берегу реки Лан на высоте 155 м над уровнем моря, к северу от железнодорожного вокзала в черте города Гисен.
| От устья | Название                                   | Берег  | Длина   |
| -------- | ------------------------------------------ | ------ | ------- |
| 1,4 км   | Клингельбах (нем. Klingelbach)             | левый  | 6,9 км  |
| 2,7 км   | Кребсбах (нем. Krebsbach)                  | левый  | 6,8 км  |
| 11,7 км  | Кребсбах (нем. Krebsbach)                  | правый | 10,5 км |
| 13,7 км  | Мёнхсвизенграбен (нем. Mönchswiesengraben) | левый  | 3 км    |
| 16,6 км  | Маннсбахграбен (нем. Mannsbachgraben)      | правый | 1,9 км  |
| 20,2 км  | Димпельбах (нем. Dimpelbach)               | правый | 3,3 км  |
| 21,4 км  | Моренбах (нем. Morenbach)                  | правый | 3 км    |